# El Tibidabo (Font-rubí)
|  | Aquest article tracta sobre el Tibidabo (Font-rubí). Vegeu-ne altres significats a «Tibidabo». |

El Tibidabo és una muntanya de 367 metres que es troba al municipi de Font-rubí, a la comarca de l'Alt Penedès.